# Ханой Хана
Чин Ти Нго (на виетнамски: Trịnh Thị Ngọ), известна в САЩ като Ханой Хана (на английски: Hanoi Hannah), е виетнамска радиоводеща на пропагандни предавания по времето на Виетнамската война.

## Биография
Родена е в богато фабрикантско семейство в Ханой, Френски Индокитай (днес във Виетнам) през 1931 г. Получава добро образование.
На 25-годишна възраст започва да води програми на английск език във Виетнамското национално радио, насочени към английски говорещи слушатели в Азия.
По време на Виетнамската война Чин Ти Нго води 3 пъти дневно предавания по радио Ханой, в които чете списъци със загиналите американци, опитва да убеди американските войници, че намесата на САЩ във войната е несправедлива и неморална и редовно излъчва американски антивоенни и популярни песни в опит да деморализира американските войници. По онова време използва псевдонима Ту Хуонг (в превод: Аромат на есента), но сред американските войници остава с нарицателното Ханой Хана, макар да има и други радиоводещи жени, които са наричани по същия начин.
Прецизната информация в предаванията на Ханой Хана, представящи точното разположение на американските военни части, са извадени от американски военни издания – „Стар енд Стрипс“, „Ню Йорк Таймс“ и др.
След войната Чин Ти Нго продължава да живее в Ханой със семейството си. Тя остава по-известна в САЩ, отколкото в родината си.